# Cryptocosma
Cryptocosma és un gènere monotípic d'arnes de la família Crambidae. Conté només una espècie, Cryptocosma perlalis, que es troba a Brasil, Surinam i Panamà.